# Erica Baker
Erica Joy Baker, née en 1980 en Allemagne, est une ingénieure américaine responsable de l'ingénierie dans la région de la baie de San Francisco. Elle est connue pour son soutien à la diversité et à l'inclusion. Elle a travaillé dans des entreprises telles que GitHub, Google, Slack, Patreon et Microsoft. Elle s'est fait connaître en 2015 pour avoir créé une feuille de calcul interne sur laquelle les employés de Google indiquaient leurs données salariales afin de mieux comprendre les disparités salariales au sein de l'entreprise. En 2020, elle fait partie de la liste des 100 femmes de la BBC.

## Carrière
Baker travaille chez Google de 2006 à mai 2015, dans diverses fonctions, terminant par la fonction d'ingénieur de fiabilité de site. En juillet 2015, après avoir quitté Google pour Slack, Baker révèle dans une série de tweets qu'elle avait lancé une feuille de calcul interne chez Google pour que les employés divulguent leurs informations salariales. Sur la base de la feuille de calcul, un certain nombre de ses collègues ont été en mesure de négocier des augmentations de salaire. La feuille de calcul a suscité un débat sur les disparités salariales chez Google, sur le manque de transparence dans la détermination des salaires et sur les écarts de rémunération potentiels en fonction du sexe et de l'appartenance ethnique. La feuille de calcul a continué d'être mise à jour jusqu'en 2017, date à laquelle le New York Times a publié des données actualisées tirées de la feuille de calcul,.